# Who Killed Davey Moore
«Who Killed Davey Moore» (¿Quién mató a Davey Moore?) es una canción escrita en 1963 por el cantautor norteamericano Bob Dylan, quien por esos años atravesaba su etapa de folk tradicional esporádicamente orientada a la canción de protesta. Aunque la canción no fue incluida en ninguno de los muchos álbumes de estudio de Dylan durante la década de los 60, sí constituyó un número popular de su repertorio para conciertos en vivo. La canción sería editada posteriormente en 1991 en la serie de recopilación de bootlegs The Bootleg Series Volumes 1-3 (Rare & Unreleased) 1961-1991, y en 2004 en The Bootleg Series Vol. 6: Bob Dylan Live 1964, Concert at Philharmonic Hall.

## Contexto
Davey Moore fue un boxeador estadounidense que peleó entre 1953 y 1963. Conocido como 'El Pequeño Gigante', Moore medía solamente 1,60 metros. El 18 de marzo de 1959 se coronó campeón mundial de peso pluma al ganarle a Hogan Bassey. Moore mantuvo el título por cuatro años y tres días, defendiéndolo cinco veces antes de perderlo contra el boxeador cubano-mexicano Sugar Ramos el 21 de marzo de 1963. Durante la pelea con Ramos en el estadio de Los Angeles Dodgers, Moore fue golpeado fuertemente entre las cuerdas en el décimo round, al final del cual se declaró el nocaut técnico por el que Ramos se coronó campeón. Luego de la pelea, Moore caminó hacia el vestuario donde concedió algunas entrevistas, afirmando su deseo de pelear nuevamente con Ramos para recobrar el título. Luego de que los periodistas se retiraran, Moore se quejó de unos dolores de cabeza y cayó inconsciente. Fue llevado al hospital donde fue diagnosticado de daño cerebral inoperable. Moore nunca recobró la conciencia y murió como resultado de esta aflicción el 25 de marzo de 1963.

## Crítica al Boxeo
Tras la muerte de Moore comenzó un debate sobre la moralidad del boxeo en el que participaron líderes políticos y religiosos. La canción Davey Moore del cantante folk Phil Ochs incluyó una áspera crítica a este deporte y a sus seguidores. La canción de Dylan, por otro lado, tuvo un mensaje más indirecto pero que llegó a trascender el ámbito cerrado del boxeo para incluir su contexto social más amplio. En su estilo típicamente irónico, cuando Dylan anunció Who Killed Davey Moore durante su concierto del 31 de octubre de 1964, se dirigió al público para explicar sus motivos: 

Esta es una canción sobre un boxeador...

No tiene nada que ver con el boxeo, es sólo una canción sobre un boxeador, realmente.

Y, eh, ni siquiera tiene que ver con un boxeador realmente.
 
No tiene nada que ver con nada.
 
Pero hice encajar todas estas palabras...
 
Eso es todo...

Está tomado directamente de los periódicos,

Nada fue cambiado...

Excepto por las palabras.
Bob Dylan: Live 1964

## Estructura de la canción y sus implicaciones
La canción de Dylan copia en parte la estructura de la canción infantil Cock Robin. En ella Dylan expresa por turnos la perspectiva del referí, el público, el representante, el apostador, el periodista deportivo, y Sugar Ramos, finalizando cada verso en primera persona con el refrán:

It wasn't me that made him fall.
 
No, you can't blame me at all.
No fui yo el que lo hizo caer
 
No, no pueden culparme a mi de ninguna manera

Luego viene el estribillo, desde una voz probablemente más objetiva:

Who killed Davey Moore,

Why and what's the reason for?
¿Quién mató a Davey Moore,

Por qué, cuál es la razón?
Bob Dylan: Who Killed Davey Moore?

En cada verso, la parte que habla se defiende dando las razones de por qué estaría libre de toda culpa. La suma total de sus argumentos implicaría que la culpa no es de nadie, o finalmente, como sutilmente sugiere la canción, que es compartida por todos- (los sectores que hacen a la totalidad de la industria del boxeo). En el último verso, Sugar Ramos- the man whose fists, laid him in a cloud of mist (el hombre cuyos puños, lo hundieron en una nube de niebla)- concluye su defensa: Fue el destino, fue la voluntad de Dios. Estas fueron las palabras de la esposa de Moore, Geraldine, cuando se enteró de la muerte de su marido.
Pete Seeger hizo una versión de esta canción en el concierto "We Shall Overcome" de 1963 en el Carnegie Hall (e incluyó otra versión en su álbum Broadside Ballads del mismo año), en clave menor, cambiando ligeramente el refrán por: "How come he died and what's the reason for?" (¿Cómo es que él murió y cuál es la razón?).